# Anacamptomyia nigriventris
Anacamptomyia nigriventris är en tvåvingeart som först beskrevs av Malloch 1930.  Anacamptomyia nigriventris ingår i släktet Anacamptomyia och familjen parasitflugor. Inga underarter finns listade i Catalogue of Life.